# Laura Turpijn
Laura Turpijn (Nijmegen, 26 december 1978) is een Nederlandse mountainbikester. Ze werd meervoudig Nederlands kampioen op deze discipline en vertegenwoordigde Nederland een aantal keer bij een Europees en wereldkampioenschap.
Na de HAVO ging ze naar de Academie Lichamelijke Opvoeding. Haar doorbraak maakte ze in 2007 door zowel Nederlandse kampioene op de marathon als de Cross Country (XC) te worden. Ze mocht dat jaar starten bij het Europese kampioenschap Cross Country in Fort William, maar kon daar wegens materiaalpech in de laatste ronde geen rol van betekenis spelen.
In 2010 werd ze op het Europees kampioenschap Cross Country in Haifa elfde en moest ze bij het wereldkampioenschap Cross Country in het Canadese Mont-Sainte-Anne genoegen nemen met een 33e plaats. In 2011 werd ze zesde op het Europees kampioenschap marathon in het Oostenrijkse Kleinzell. Ze moest hierbij ruim 21 minuten toegeven op winnares Pia Sundstedt uit Finland.
Tijdens een gezondheidscontrole voorafgaand aan het wereldkampioenschap mountainbike 2002 in Kaprun werden er bij haar afwijkende bloedwaardes gemeten. Haar hemoglobinewaarde was 16,2 en de hematocrietwaarde was 47,6 terwijl maximaal 47,0 is toegestaan. De Koninklijke Nederlandsche Wielren Unie was overtuigd van haar onschuld en vroeg de Internationale Wielerunie een dopingcontrole uit te voeren. Uit deze test kwam dat zij onschuldig was.

## Internationale kampioenschappen
- 2007: 34e WK XC in Fort William
- 2010: 11e EK XC in Haifa
- 2010: 33e WK XC in Mont-Sainte-Anne
- 2011: 6e EK marathon in Kleinzell

## Overwinningen
- NK XC: 2007, 2009, 2012
- NK marathon: 2007, 2008, 2010
- Beach Challenge: 2007
- BeNeLux kampioenschap MTB: 2006
- Stappenbelt Rabobank MTB Trophy: 2010, 2011
- Antwerp Cup : 2011
- Oldenzaal MTB: 2006
- Berlicum: 2006

## Ploegen
- Binnenvaart-Merida MTB Team: 2006-2011
- MPL Specialized: 2012-2014
- KONA LTD Team: 2016 - heden